# Admiraal Koeznetsov (schip)

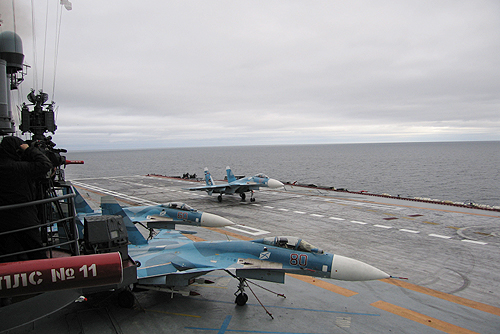
Soe-33 vliegtuigen op het vliegdek (2008)

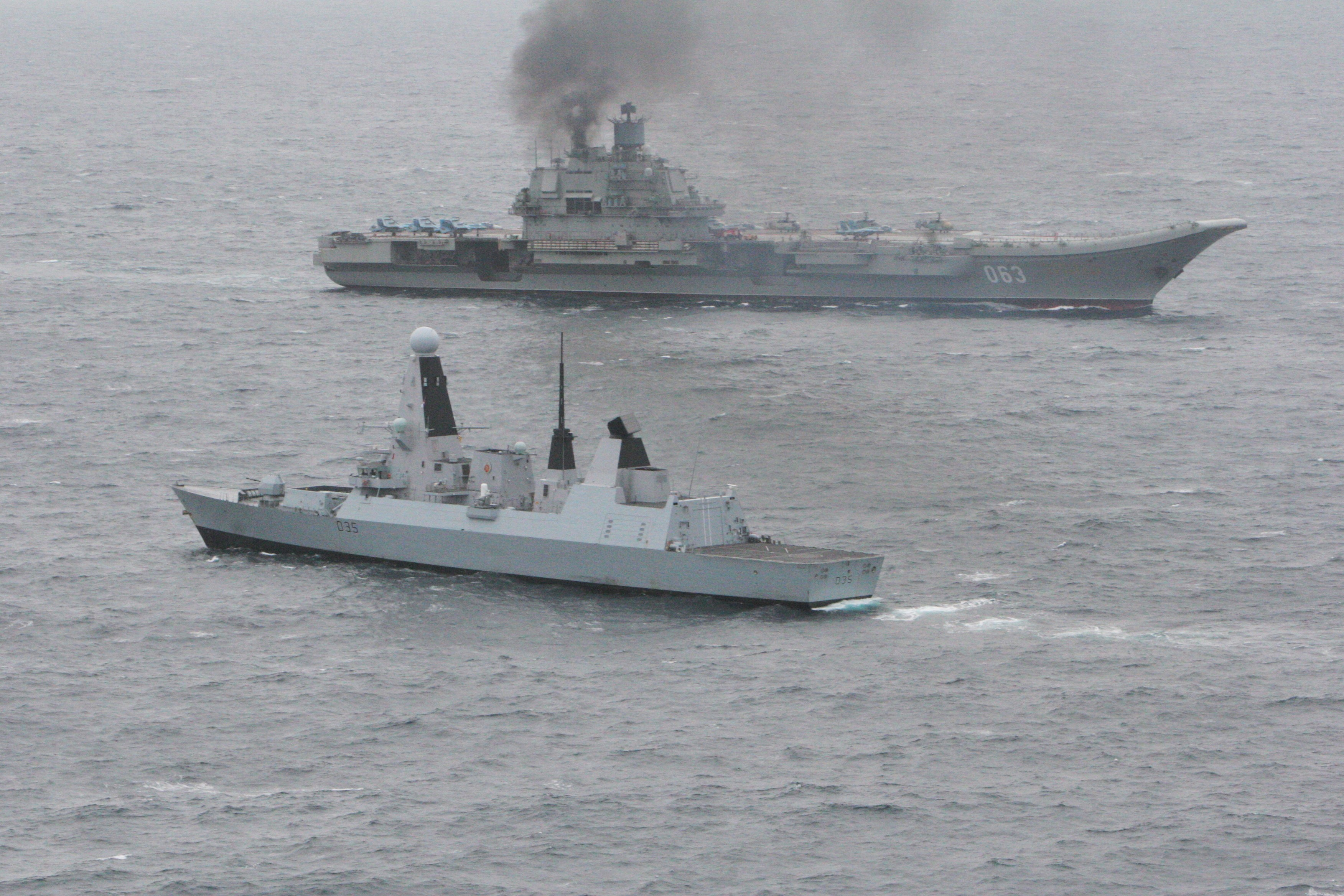
HMS Dragon begeleidt de Admiraal Koeznetsov

De Admiraal Koeznetsov (Russisch: Адмира́л Кузнецо́в) is een vliegdekschip van de Russische Marine, waarvan het ook het vlaggenschip is.
Het is het enige Russische schip van de Admiraal Koeznetsov-klasse. Van een tweede schip in die klasse, de Varyag, werd alleen de romp voltooid. Dit werd uiteindelijk aan de Chinese Marine van het Volksbevrijdingsleger verkocht en werd opgebouwd tot het Chinese vliegdekschip Liaoning.

## Geschiedenis
Het schip werd gebouwd door scheepswerf Zwarte Zee in Mykolajiv in Oekraïne. De kiel werd in 1982 gelegd. Het schip liep in 1985 van stapel en werd in 1990 in dienst gesteld. De oorspronkelijke naam van het schip was Riga. Het schip werd te water gelaten als de Leonid Brezjnev, maar werd tijdens de proefvaarten hernoemd tot Tbilisi. Ten slotte werd het Admiraal Koeznetsov genoemd, ter herdenking van de in 1988 in ere herstelde opperbevelhebber van de Russische marine Nikolaj Koeznetsov.
Het schip kan 33 vliegtuigen en 12 helikopters meevoeren. De belangrijkste hiervan zijn 24 Soechoj Soe-33-toestellen, maar het schip heeft ook Kamov Ka-27PL anti-onderzeeërhelikopters, Kamov Ka-27PS SAR helikopters en Kamov Ka-31 verkenningshelikopters aan boord. Het is in 2015 aangepast om ook de nieuwe Mikojan-Goerevitsj MiG-29K te laten landen en opstijgen.
Tijdens een bevoorradingsactie in 2009 werd zo'n 300 ton stookolie gemorst ten zuidwesten van Ierland. De Russen gaven het incident pas na 12 dagen toe en verklaarden dat ongeveer 20 tot 30 ton olie in zee terecht was gekomen. Door gunstige weersomstandigheden bereikte de olievlek de kust niet.
Midden Juli 2025 raakte bekend dat werd overwogen het schip uit dienst te nemen en te ontmantelen, waardoor Rusland geen enkel vliegdekschip meer zou hebben. 

### Inzet bij Syrië
In oktober 2016 voer het schip met acht andere Russische oorlogsbodems door Het Kanaal onderweg naar de Middellandse Zee. Hier werd het ingezet in de Syrische burgeroorlog. Het was een van de grootste acties van de Russische marine sinds het einde van de Koude Oorlog. Het schip kampte al lange tijd met technische problemen en werd begeleid door een sleepboot. Deze kon bijspringen als de motoren van het schip het zouden begeven.
In november 2016 stortte een MiG-29 KR gevechtsvliegtuig van het vliegdekschip neer in de Middellandse Zee. Deze versie van de MiG-29 is ontwikkeld voor operaties vanaf het vliegdekschip. Na het opstijgen van de Koeznetsov kreeg het toestel technische problemen. De piloot poogde terug te keren, maar haalde het niet, waarna de MiG in zee stortte. De piloot overleefde het ongeluk en werd opgepikt door een helikopter.
Op 5 december stortte een Su-33 Flanker gevechtsvliegtuig neer. Het toestel keerde terug van een missie in Syrië. Bij het landen op het vliegdekschip brak de vangkabel en de piloot was niet bij machte om het toestel door te starten. De vlieger redde zich per schietstoel.
Op 29 december 2016 werd een wapenstilstand tussen Syrische oppositiegroepen en de regering afgesproken. Als een gevolg hiervan besloot Rusland zijn militaire inzet in het land te reduceren. Als eerste werden de Admiraal Koeznetsov en de daarbij behorende schepen teruggetrokken.